# Livingston (Montana)
Livingston – miasto w Stanach Zjednoczonych, w stanie Montana, siedziba administracyjna hrabstwa Park.